# Văleni (Vaslui)
Văleni è un comune della Romania di 4 715 abitanti, ubicato nel distretto di Vaslui, nella regione storica della Moldavia. 
Il comune è formato dall'unione di 2 villaggi: Moara Domneasca e Văleni.
Nel 2004 si è staccato da Văleni il villaggio di Ferești, andato a formare un comune autonomo.